# 信州高山温泉郷
信州高山温泉郷（しんしゅうたかやまおんせんきょう）は、長野県上高井郡高山村の中央の松川渓谷に沿って点在する8カ所の温泉の総称。それぞれに源泉を持ち泉質も異なる。

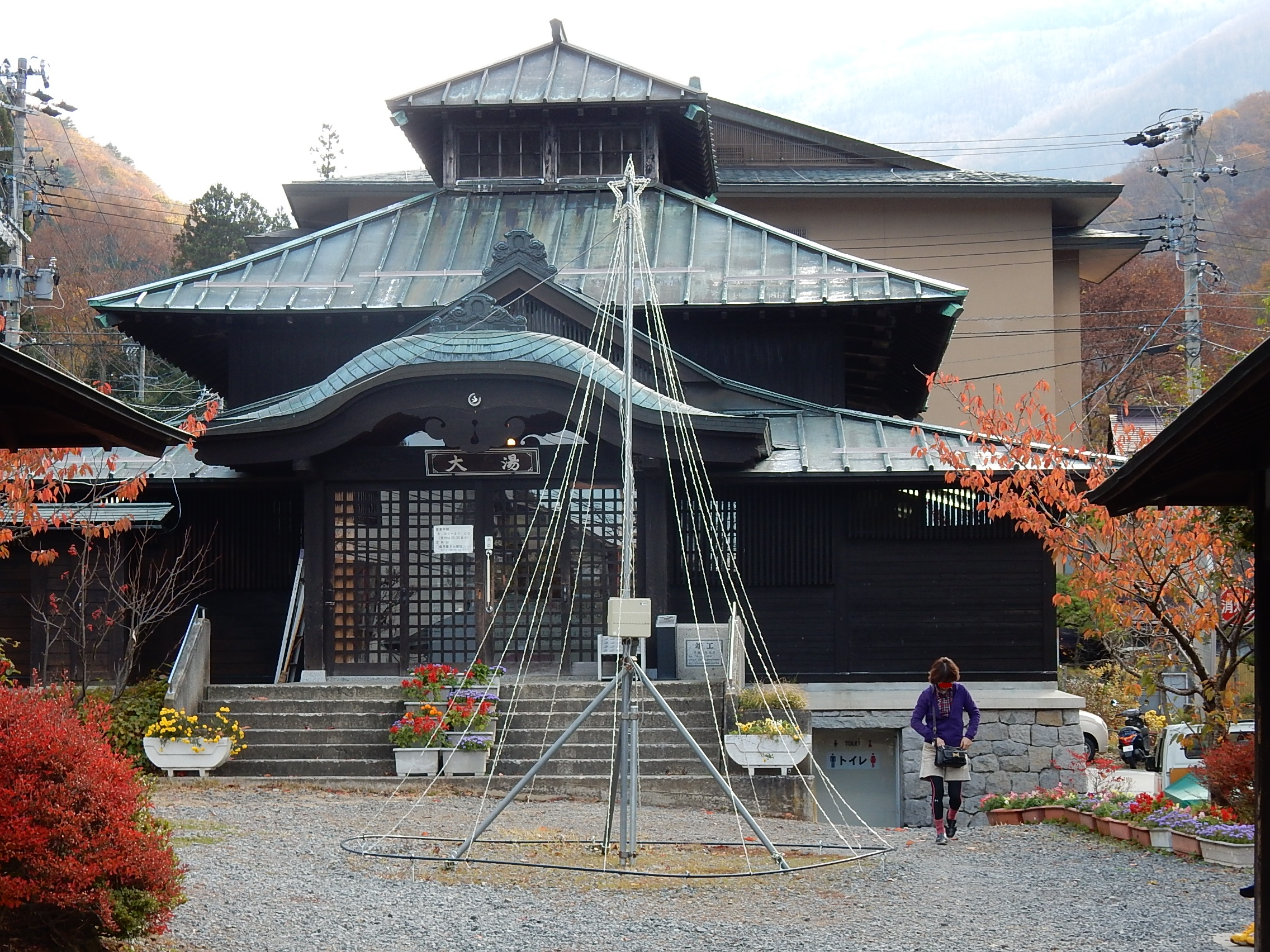
長野県高山村にある山田温泉大湯

## 概要
温泉の発見は800年前とされ、1798年に引き湯され200年の歴史を持つ山田温泉が最も歴史が長く、五色温泉、七味温泉がこれに次ぐ。
昭和末期から平成にかけて温泉開発がなされて、現在に至る。高山村が志賀高原の南側に位置することから南志賀温泉郷と称したこともあったが、現在は使用されていない。8カ所の温泉は、いずれも小規模で最も大きな山田温泉も旅館は8軒である。山田温泉大湯、蕨温泉ふれあいの湯、YOU游ランドは、日帰りの村営施設で低額の料金で利用できる。また、無料の足湯が山田温泉にある。
- 奥山田温泉　標高1500m　信州高山温泉郷の最奧部の山田牧場にある。白濁した硫黄泉
- 七味温泉　標高1200m。乳白色の硫酸塩泉
- 五色温泉　標高1100m。珍しい濃緑色の硫化水素泉
- 松川渓谷温泉　標高980m。白濁した硫酸塩泉
- 山田温泉　標高860　信州高山温泉郷の中心　村営日帰り浴場の「大湯」がある。透明な塩化物泉
- 蕨温泉　標高760m　村営日帰り浴場の「ふれあいの湯」がある。透明な塩化物硫酸塩泉
- 子安温泉　標高700m。茶色の塩化物泉
- 森林スポーツ公園YOU游ランド　標高600m　村営日帰り浴場と温泉プールがある。透明な塩化物硫酸塩泉

## アクセス
- 長野市や須坂市から長野県道66号に沿って温泉が点在する。この道は志賀高原熊の湯温泉付近で国道292号（志賀草津道路）に通じるため、志賀高原や草津温泉、万座温泉などへも至近である。

## 周辺観光スポット
- 山田温泉キッズスノーパーク（山田温泉スキー場）
- YAMABOKUワイルドスノーパーク（山田牧場スキー場）
- 松川渓谷
- 雷滝
- 八滝
- 高山村五大桜　シダレザクラ（枝垂れ桜）（村内各地）
- 福島正則屋敷跡
- 歴史公園信州高山一茶ゆかりの里一茶館